# Aero A.32
Aеро A. 32 (чеш. Aero A. 32) — чешский биплан для разведки и бомбардировки. Основным покупателем этого биплана была Финляндия, она закупила около 16 таких самолётов.

## Модификации
- A.11J первый прототип, Ab.11.17 с 9-цилиндровым лицензионным двигателем Walter Jupiter IV (420 л.с. / 309 кВт). Позже переименован в A.32
- A.32.2 второй прототип с W-образным двигателем Skoda L (450 л.с. / 330 кВт).
- A.32.3 вновь с двигателем Walter Jupiter.
- A.32IF : Для ВВС Финляндии, двигатель Isotta Fraschini Asso Caccia (450 л.с. / 336 кВт). 1 самолёт (1930).
- A.32GR : (GR — Gnome & Rhone). Для Финляндии, радиальный двигатель Gnome-Rhône Jupiter (лицензионный Bristol Jupiter производства Gnome-Rhone (450 л.с. /336 кВт)). 15 самолётов[1].
- Ap.32 : для ВВС Чехословакии, также известен как Apb.32, 6 машин (AP.32.4–AP.32.9) + 25 (AP.32.10–AP.32.34) + 45 (AP.32.35–AP.32.79).
- APb.32 для ВВС Чехословакии, двигатель Walter Jupiter VI, 35 самолётов; 2 серии (APb.32.80–APb.32.99 и APb.32.100–APb.32.114), 1932 г..

## Тактико-технические характеристики

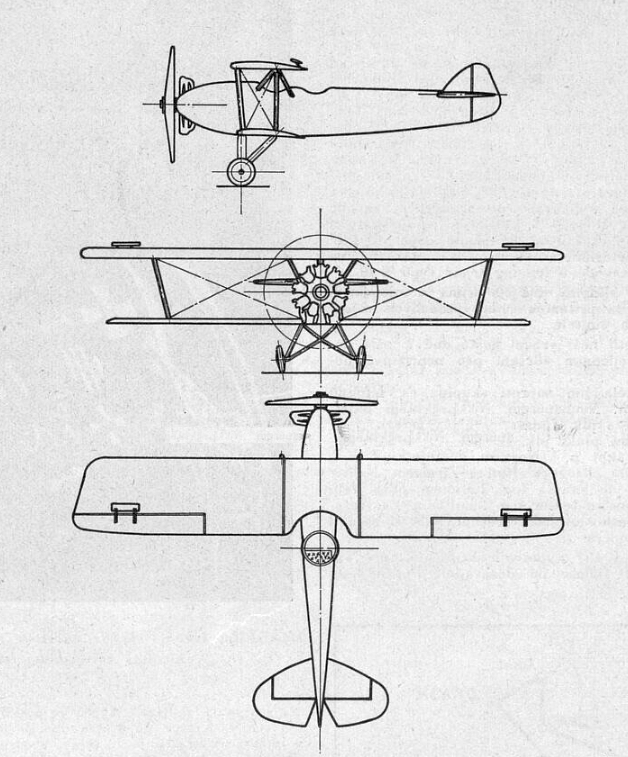
Схема Aero AP.32 из журнала Letectví за сентябрь 1930 года

Технические характеристики
- Экипаж: пилот и наблюдатель
- Длина: 8,2 м
- Размах крыла: 12,4 м
- Высота: 3,1 м
- Площадь крыла: 36,5 м²
- Масса пустого: 1 917 кг
- Силовая установка: 1 × Gnome-Rhône Jupiter
- Мощность двигателей: 1 × 450 л.с. (1 × 336 кВт)
- Воздушный винт: двухлопастный

Лётные характеристики
- Максимальная скорость: 226 км/ч
- Практическая дальность: 420 км
- Практический потолок: 5 500 м
- Скороподъёмность: 2,85 м/с
- Нагрузка на крыло: 53 кг/м2
- Тяговооружённость: 0,160 кВт/кг

Вооружение
- Стрелково-пушечное: 2x носовых синхронизированных 7,7-мм пулемёта Vickers у пилота[2][p 1] и 2 × 7,7-мм пулемёта Льюиса на турели "Шкода" у летнаба[2][p 1].
- Точки подвески: 6 креплений типа Pantof под крыльями для бомб и 2 под фюзеляжем для осветительных ракет Michelin[2].
- Бомбы: до 12 × 10-кг бомб

## Эксплуатанты

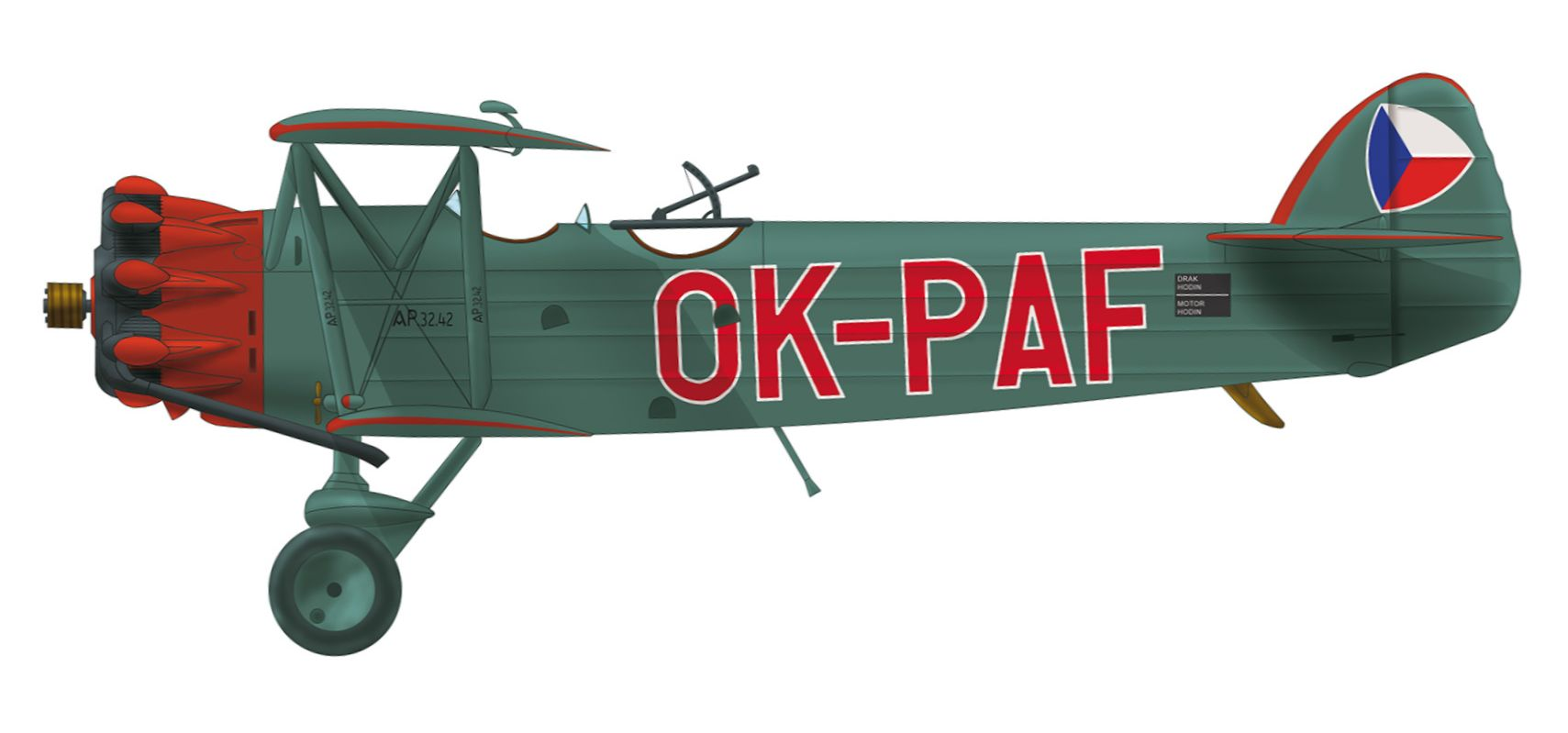
Aero AP-32.42 OK-PAF в довоенной окраске чехословацкой жандармерии. Использовался в ČLH Dolní Benešov, а затем в 1938 году в ČLH Moravská Ostrava.

Чехословакия
- ВВС Чехословакии: применялись до середины 1930-х гг, 43 списаны в результате аварий, позже заменены на Letov Š.328
- авиачасти чехословацкой жандармерии ((ČLH) Četnické letecké hlídky): от армии получены 4 самолёта (OK-PAD, OK-PAE, OK-PAF, и OK-PAI, №№ 7, 19, 20, 42; июль 1935-1939 гг)[3]. Наряду с ними в жандармерии того периода также применялись истребители Škoda D.1.

 Финляндия
- ВВС Финляндии: 1 A.32IF и 15 A.32GR, коды AEj (Aero Jupiter) 49-64, в эксплуатации 1929 - 30.06.1944 гг.

 Нацистская Германия
- Люфтваффе: бывшие чехословацкие (за вычетом разбившихся ранее, или доставшихся словацким ВВС.

 Словацкая республика (1939—1945)
- ВВС Словакии: бывшие чехословацкие 5 AP.32 и 1 APb.32 (из состава 3-го авиаполка), использовались как учебные.

## Сохранившиеся самолёты

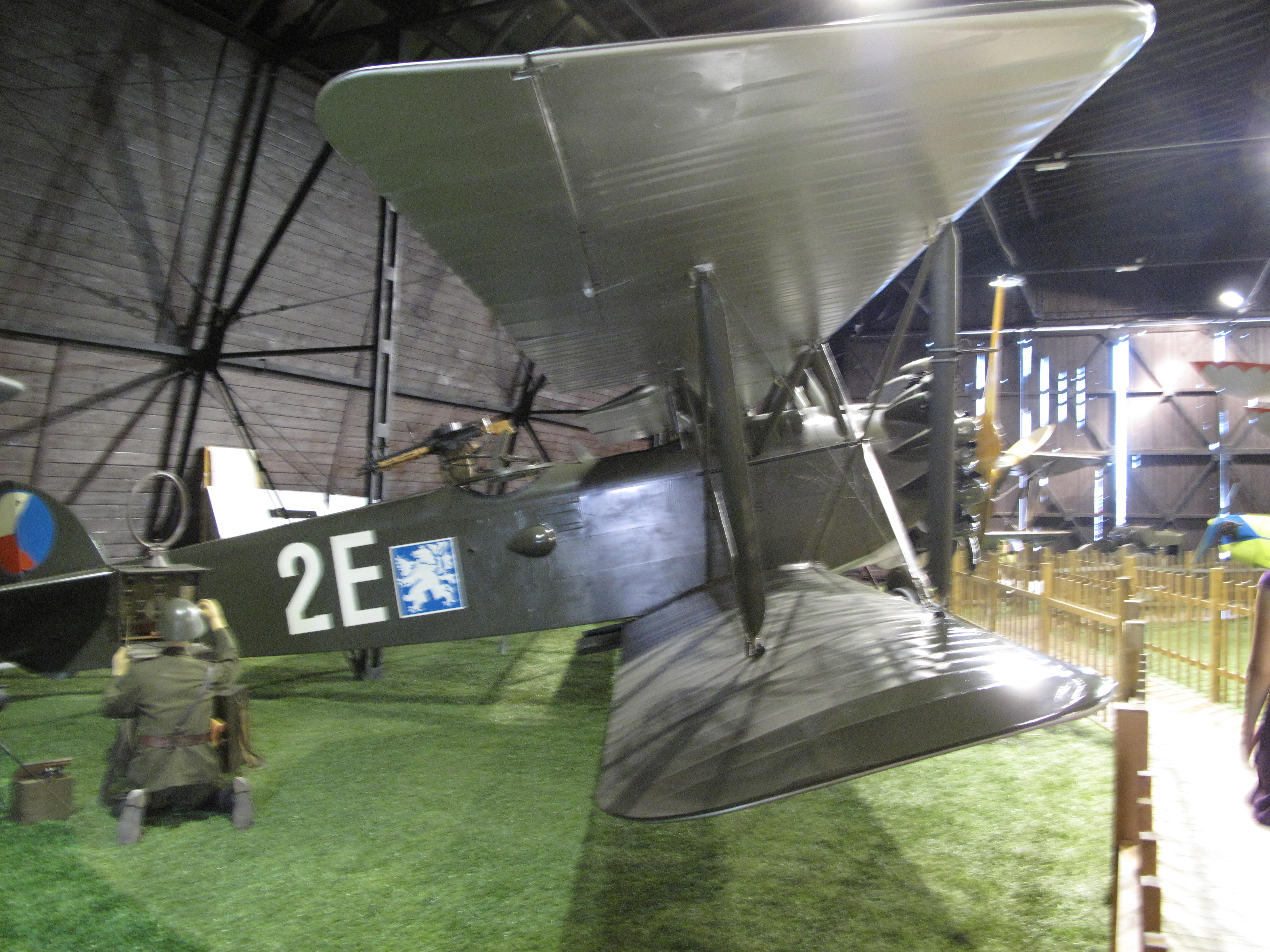
Чешская реплика самолёта из музея Кбелы

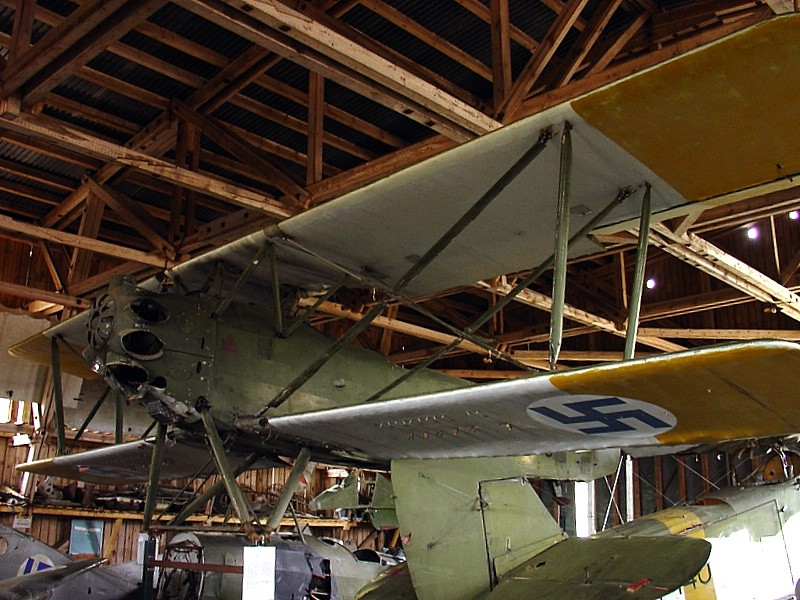
Финский AeroA-32GR

- Реплика Aero AP-32, созданная в 1990 году по оригинальным чертежам на заводе Trenčín, находится в составе экспозиции чешского авиамузея Прага-Кбелы[4]. На неё нанесена камуфляжная окраска 1-го авиаполка, до Второй мировой войны базировавшегося в Кбелы[5].
- Остатки финского Aero A-32GR (без двигателя) находятся в авиамузее Пяйят-Хяме[6].